# Turmus Ayya
Turmus Ayya (àrab: ترمسعيّا, Turmusʿayyā) és un municipi palestí en la governació de Ramal·lah i al-Bireh al centre de Cisjordània, el més septentrional de la governació, situat 22 kilòmetres al nord-est de Ramal·lah. Segons l'Oficina Central d'Estadístiques de Palestina (PCBS), tenia 4.781 habitants en 2016. Està envoltada per les viles de Sinjil (àrab: سنجل, Sinjil), Khirbet Abu Falah (àrab: خربة ابو فلاح, Ḫirbat Abū Falāḥ) i l'assentament israelià de Shilo. Té una jurisdicció sobre 18,000 acres (73 km2) i es troba a 720 m sobre el nivell del mar.

## Etimologia
Turmus Ayya apareix en mapes i llibres de referència més antics, com l'enciclopèdia Palestina, la nostra terra de Mustafa Murad al-Dabbagh, com a "Thorinasia". El nom es divideix en tres parts: Tur-Massh-Ayya: "Tur" significa "muntanya", "Massh" és la polpa que queda després d'esprémer els raïms, i "Ayya" significa humida. D'altra banda, el nom podria provenir del llatí: Terra (terra) i Mesia '(Messiah), per tant "Terra del Messies".

## Història

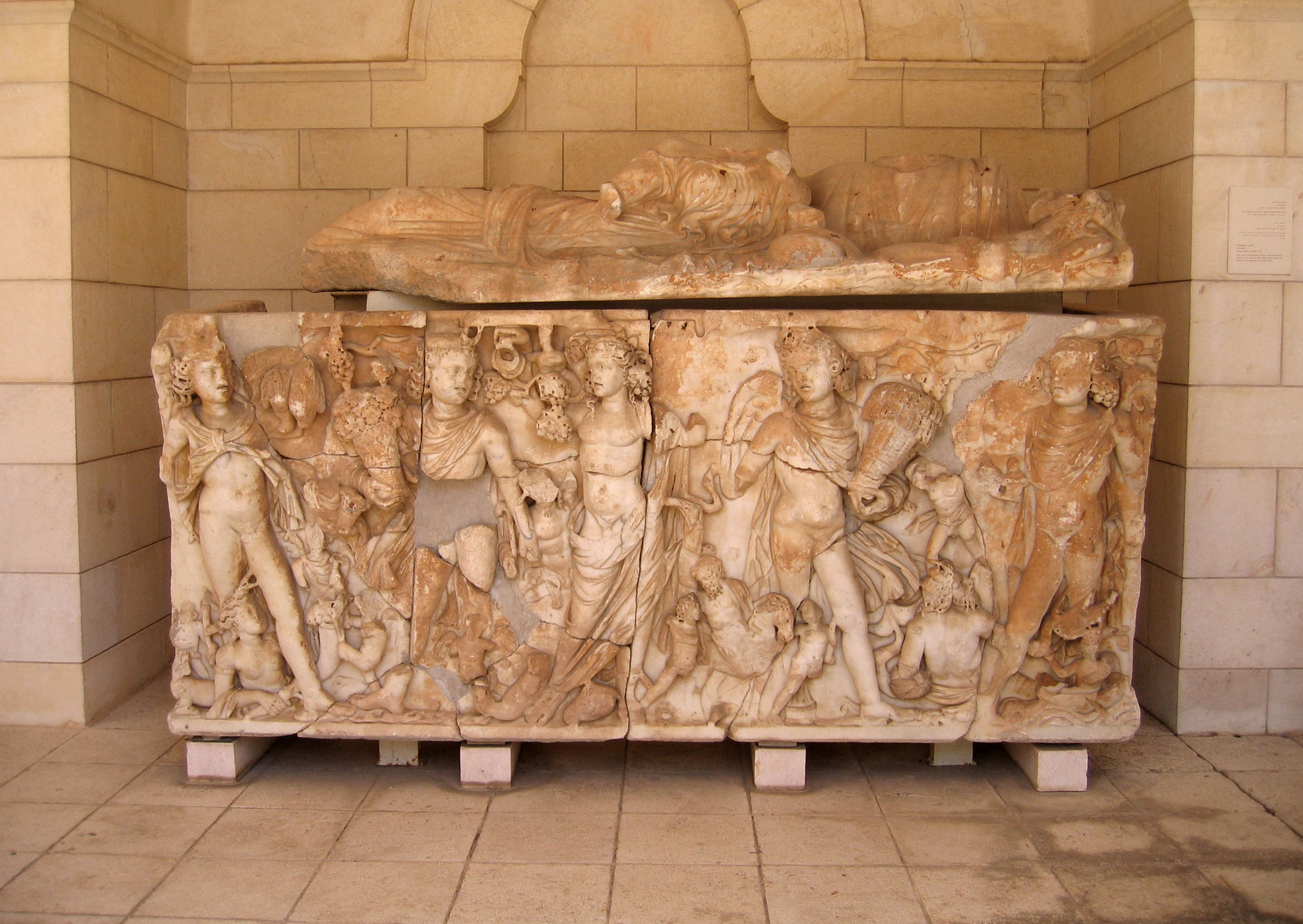
Sarcòfag romà, s. III, descobert a Turmus Ayya, ara al Museu Rockefeller, Jerusalem

S'hi ha trobat ceràmica de l'Edat de Ferro (s. VIII-VII aC) i posterior, i es creu que el poble ha existit contínuament des de llavors.
És generalment acceptat que Turmus Ayya era la Turbasaim de les fonts croades.
Just al nord-est de Turmus Ayya hi ha Kh. Ras ad Deir/Deir el Fikia, que es creu que era la vila croada de Dere.
En 1145 la meitat dels ingressos d'ambdós pobles es van lliurar a l'Abadia del Mont Tabor, de manera que podien mantenir l'església a Sinjil. En 1175 les tres viles de Turmus Ayya, Dere i Sinjil, foren transferides a la Basílica del Sant Sepulcre.

### Epoca otomana
En 1517 Turmus Ayya va ser incorporada a l'Imperi Otomà amb la resta de Palestina, i el 1596 va aparèixer als registres fiscals com a part de la nàhiya d'al-Quds del liwà homònim. Tenia una població de 43 llars, totes musulmanes, pagava impostos sobre blat, ordi, oliveres, vinyes, fruiters, cabres i / o ruscs.
L'explorador francès Victor Guérin va visitar la vila en 1870, i hi va trobar antigues cisternes, cases de pedres tallades, un llindar trencat amb una garlanda tallada i els fragments d'una columna. També va assenyalar que el poble tenia uns set-cents habitants, i era administrat per dos xeïcs i dividit en dues àrees diferents. Algunes antigues cisternes estaven gairebé completament seques, i les dones es veien obligades a buscar aigua a Ain Siloun o Ain Sindjel. Una llista oficial otomana de viles del 1870 va mostrar que "Turmus Aja" tenia un total de 88 cases i una població de 301, tot i que el recompte de població incloïa només homes.
En 1882 el Survey of Western Palestine del Fons per a l'Exploració de Palestina va descriure Turmus 'Aya com «un poble en un baix meridional, en una plana fèrtil, amb una font al sud. El poble té una grandària moderada i està envoltat d'arbres fruiters. Al sud al peu del monticle es troba la conspícua cúpula blanca del lloc sagrat.»
En 1896 la població de Turmus 'aija era estimadad en unes 834 persones.

### Època del Mandat Britànic
En el cens de Palestina de 1922, organitzat per les autoritats del Mandat Britànic, Turmus Ayya tenia 707 musulmans, mentre que en el cens de 1931 la vila tenia 185 cases i 717 habitants, tots musulmans llevat una dona cristiana.
En el cens de 1945 la població era de 960 musulmans, mentre que l'àrea de terra era de 17,611 dúnams, segons una enquesta oficial de terra i població. D'aquests, 3.665 eren per a plantacions i terra de rec, 7,357 per a cereals, mentre 54 dúnams eren sòl edificat.

### Després de 1948
En la vespra de guerra araboisraeliana de 1948, i després dels acords d'armistici araboisraelians de 1949, Turmus Ayya fou ocupada pel regne haixemita de Jordània. Després de la Guerra dels Sis Dies de 1967 va romandre sota l'ocupació israeliana. Segons el cens israelià de 1967, tenia 1.562 persones. Pel 1989 havien augmentat a 5.140. Els residents originaris de la vila pertanyen als clans Abu-Awad (أبوعواد), Ijbara (اجبرا), Kük(كوك), Hazama/Nofal(حزمة) or Shalabi (شلبي). En desembre de 2014 la vila fou el lloc de la controvertida mort del funcionari palestí Ziad Abu Ein, durant una protesta contra l'ocupació israeliana.